# Àcid benzoic

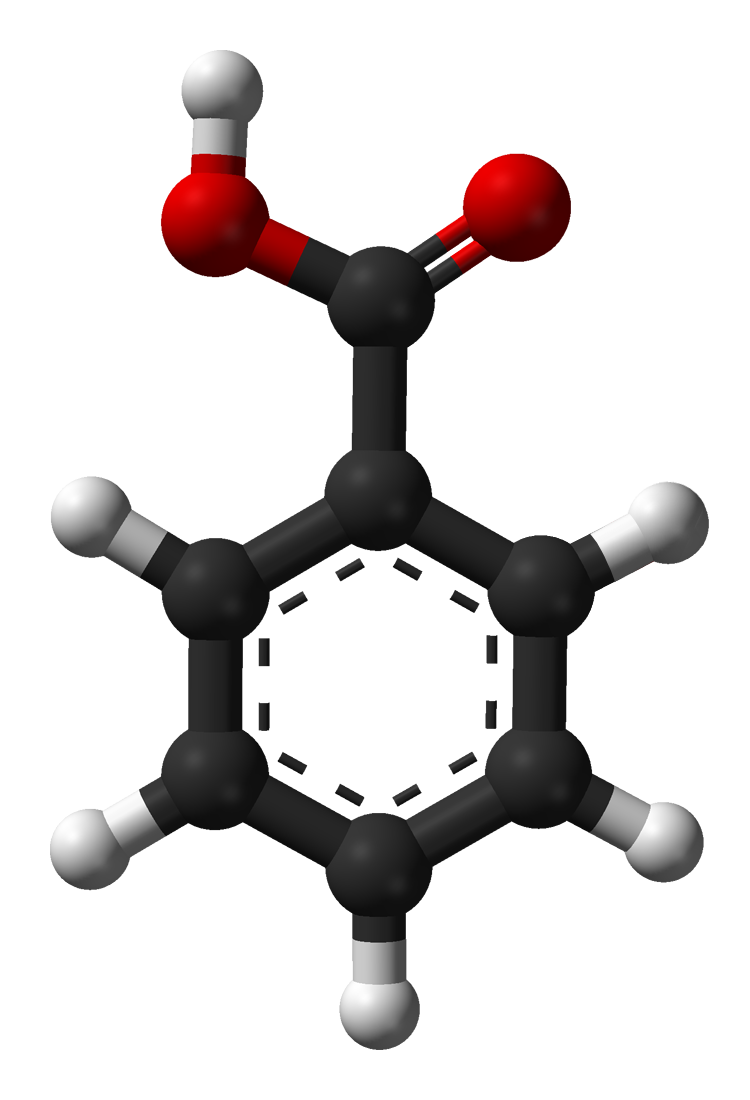
Fórmula en tres dimensions

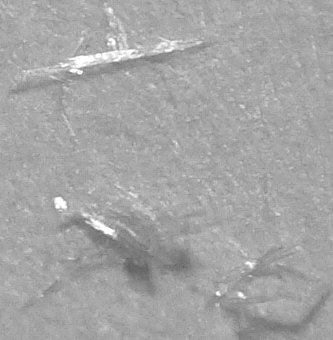
Cristalls d'àcid benzoic

L'àcid benzoic, benzenoic o benzencarboxílic, de fórmula química C₇H₆O₂ o C₆H₅COOH, és el més simple dels àcids carboxílics aromàtics i es presenta en forma de sòlid cristal·lí sense olor. El nom deriva de la goma benzoïna que durant molt de temps va ser l'única font d'àcid benzoic. És un àcid feble i les seves sals es fan servir per conservar aliments. L'àcid benzoic és el precursor per a la síntesi de moltes altres substàncies orgàniques.
Va ser descobert el segle xvi. La destil·lació seca de la goma benzoïna va ser descrita el 1556 per Nostradamus i després per Alexius Pedemontanus (1560) i Blaise de Vigenère (1596).
Justus von Liebig i Friedrich Wöhler van determinar la composició de l'àcid benzoic el 1832.
El 1875 Salkowski descobrí les seves propietats antifúngiques.

## Producció
Comercialment l'àcid benzoic es fa per oxidació parcial del toluè amb oxigen.

## Usos
Producció de nombrosos productes químics com el clorur de benzoil, clorurs de fòsfor, benzoats i fenols. Conservador d'aliments: benzoat de sodi (E211), benzoat de potassi (E212) i benzoat de calci (E213).
En medicina com antifúngic del peu d'atleta